# 馬場一雄
馬場 一雄（ばば かずお、1920年（大正9年）8月8日 - 2009年（平成21年）8月24日）は、日本の小児科医学者。
東京生まれ。1944年、東京帝国大学医学部卒。1945年、同医学部小児科医局に入り、東京大学医学部助教授。1951年「新生児並に乳児に於ける諸反射」で東京大学より医学博士の学位を取得。東京都立築地産院。1963年、日本大学医学部小児科学教室教授。日本大学医学部附属板橋病院長、日本大学総合科学研究所教授。1994年、日本学術会議会員、勲三等瑞宝章受章。山下家の五つ子の研究にかかわる。
2009年8月24日、老衰のため死去。

## 著書
- 『未熟児の保育』金原出版 新臨床医学文庫、1966
- 『新生児病学』日本小児医事出版社、1968
- 『胎児の健康 異常児を生まないために』文化出版社 レモン新書、1972
- 『かしこく育てよう 親の知恵が才能を伸ばす』実業之日本社、実日新書 1976
- 『月齢別心をはぐくむ育児』主婦と生活社 赤ちゃんライフ、1983
- 『花のように 小児科医の思い』メディサイエンス社、1987
- 『育児のテクニック 赤ちゃんの発育にそった』文研出版 さわやかママの育児ブック、1988
- 『子どものソフトサイン 子育ての科学』メディサイエンス社、1991
- 『子育ての医学』東京医学社、1997
- 『続・子育ての医学』東京医学社、2000
- 『花を育てるように 小児科医の思い』東京医学社、2008

### 共編著
- 『小児の微症状』植田穣共編 医学書院、1962
- 『日本小児科全書 第3編　小児疾患の症状と診断』高津忠夫、吉田久共著 金原出版、1962
- 『高等看護学講座 第20 小児科学』緒方安雄共著 改訂新版 6版 医学書院、1964
- 『新生児のX線診断』竹内繁喜共編 医学書院、1966
- 『成長の生化学』編 医学書院、1966
- 『成長の生理学』編 医学書院、1966
- 『赤ちゃんの病気 新生児から幼児まで』巷野悟郎共著 婦人生活社 赤ちゃんシリーズ、1967
- 『小児の医原性疾患』中村恒男共編 医学書院、1967
- 『成長の形態学』編 医学書院、1967
- 『出生前の医学 先天異常の基礎と臨床』村上氏広、鈴木雅洲共編 医学書院、1968
- 『出生前小児の医学』編 医学書院 小児医学講座、1968
- 『小児診療のポイント』吉倉範光、大国真彦共著 南山堂、1968
- 『小児の治療学』編 医学書院 小児医学講座、1968
- 『未熟児の保育』船川幡夫、宮崎叶共著 診断と治療社、1968
- 『新生児期の医学』編 医学書院 小児医学講座、1969
- 『小児の病態生理』吉田久共編集 中外医学社、1970
- 『現代産科婦人科学大系 20 B　新生児学各論』共著 中山書店、1971
- 『周産期障害』室岡一、斎藤脩共著 医学書院、1971
- 『バイオメジカルシリーズ　黄疸』編 講談社、1974
- 『歯科に関連した臨床医学』共編集 医歯薬出版 1975
- 『新生児放射線診断学』榊原聡彦、高橋良吉共編 金原出版、1975
- 『系統看護学講座 小児看護学』第3版　編集 医学書院、1976
- 『小児の正常値』共編集 高石昌弘等著 医学書院、1976
- 『新生児の生理』編集 小宮弘毅共著 医学図書出版、1977
- 『新生児・未熟児の取扱い』編著 船川幡夫等共著 診断と治療社、1977
- 『ハイリスク児の臨床と看護』編集 メヂカルフレンド社 専門看護シリーズ、1977
- 『小児栄養のすべて』小林登共編集 金原出版 小児科mook、1978
- 『小児気管支喘息』小林登共編集 金原出版 小児科mook、1978
- 『小児の感染症』小林登共編集 金原出版 小児科mook、1978
- 『小児の髄液』小林登共編集 金原出版 小児科mook、1978
- 『小児期の肝疾患』小林登共編集 金原出版 小児科mook、1979
- 『小児の発育障害』小林登共編集 金原出版 小児科mook、1979
- 『先天異常』高島敬忠 共編集企画 金原出版 小児科mook、1980
- 『小児生理学』原田研介共著 へるす出版、1981
- 『臨床胎児医学』鈴木雅洲共編集 東京医学社、1982
- 『綜合周産期医学』武田佳彦共編集 東京医学社、1983
- 『新生児・未熟児の看護』吉武香代子共編集企画 金原出版 看護mook、1984
- 『小児の救急診療』編 新興医学出版、1987
- 『新生児の神経病』高橋滋共編集企画 金原出版 小児科mook、1987
- 『赤ちゃん・幼児の病気百科 ママの不安に答える いざという時の応急手当てとシンプルホームケア』柴田道子共著 ナツメ社、1988
- 『新臨床小児科全書 第3巻　出生前および周生小児科学』編 金原出版、1988
- 『系統看護学講座 小児看護学 2 (小児臨床看護各論)』第7版　吉武香代子共編 医学書院、1992
- 『系統看護学講座 小児看護学 1(小児看護学概論・小児臨床看護総論)』第7版　吉武香代子共編　医学書院、1992

### 翻訳
- ヘンリー・L・バーネット編著『小児科書』共監訳 広川書店、1974-1975